# Euskal Herriko Kopa
Die Emakumezkoen Euskal Herriko Futbol Kopa (baskisch für Fußballpokal des Baskenlandes der Frauen), kurz Euskal Herriko Kopa, ist ein Pokalwettbewerb für Fußballvereine der Sprachregion des Baskenlandes.
Der Wettbewerb wird seit 2010 von dem Sportverband Euskal Herriko Kirola organisiert, der zu seiner Ausrichtung Vereine aus der Autonomen Gemeinschaft Baskenland, Navarra und dem französischen Baskenland einlädt. Alle Finalspiele wurden bis dato in Ortschaften der Autonomen Gemeinschaft Baskenland in Spanien ausgetragen. Seit seinem Bestehen wird er sportlich dominiert von dem Athletic Club aus Bilbao und der Real Sociedad aus San Sebastian, den beiden führenden Vereinen des baskischen Frauenfußballs.

## Finalspiele
| Saison  |      | Datum              | Pokalsieger   | Ergebnis        | Finalist         | Ort               | Teilnehmer |        |
| ------- | ---- | ------------------ | ------------- | --------------- | ---------------- | ----------------- | ---------- | ------ |
| 2010/11 | I    | 28. August 2011    | Athletic Club | 4:1             | Real Sociedad    | Bakio             | 8          | [ 1 ]  |
| 2011/12 | II   | 26. August 2012    | Real Sociedad | 2:0             | Athletic Club    | Beasain           | 10         | [ 2 ]  |
| 2012/13 | III  | 25. August 2013    | Athletic Club | 1:0             | Real Sociedad    | Azpeitia          | 9          | [ 3 ]  |
| 2013/14 | IV   | 17. August 2014    | Athletic Club | 3:1             | Real Sociedad    | Bilbao            | 2          | [ 4 ]  |
| 2014/15 | V    | 22. August 2015    | Athletic Club | 1:0             | Real Sociedad    | Zarautz           | 4          | [ 5 ]  |
| 2015/16 | VI   | 28. August 2016    | Athletic Club | 3:0             | Real Sociedad    | Gernika           | 6          | [ 6 ]  |
| 2016/17 | VII  | 27. August 2017    | Athletic Club | 3:0             | Real Sociedad    | Elgoibar          | 6          | [ 7 ]  |
| 2017/18 | VIII | 2. September 2018  | Athletic Club | 5:1             | Real Sociedad    | Amorebieta-Etxano | 14         | [ 8 ]  |
| 2018/19 | IX   | 24. August 2019    | Real Sociedad | 3:0             | Athletic Club    | Azpeitia          | 12         | [ 9 ]  |
| 2019/20 | X    | 27. September 2020 | Real Sociedad | 0:0 (8:7 i. E.) | Athletic Club    | Amorebieta-Etxano | 4          |        |
| 2020/21 | XI   | 29. August 2021    | Athletic Club | 2:1             | Deportivo Alavés | Zarautz           | 4          |        |
| 2021/22 | XII  | 5. September 2022  | Real Sociedad | 4:1             | Deportivo Alavés | Azkoitia          | 4          | [ 10 ] |
| 2022/23 | XIII | 3. September 2023  | Athletic Club | 4:2             | Real Sociedad    | Lezama            | 6          | [ 11 ] |
| 2023/24 | XIV  | 1. September 2024  | Real Sociedad | 0:0 (3:2 i. E.) | Athletic Club    | Tolosa            | 5          | [ 12 ] |

## Statistik
| Rang | Rekordsieger     | Titel | Jahr                                                 | 0FT0 |
| ---- | ---------------- | ----- | ---------------------------------------------------- | ---- |
| 1    | Athletic Club    | 9     | 2011, 2013, 2014, 2015, 2016, 2017, 2018, 2021, 2023 | 13   |
| 2    | Real Sociedad    | 5     | 2012, 2019, 2020, 2022                               | 13   |
| 3    | Deportivo Alavés | /     |                                                      | 2    |

## Weblink
- ehkirola.eus (offizielle Webvertretung der Euskal Herriko Kirola).